# Ludwig Stubbendorf
Ludwig Stubbendorf   (Dabel, 24 de febrer de 1906 - Bikhau, 17 d'agost de 1941) va ser un genet alemany que va competir durant la dècada de 1930.
El 1936 va prendre part en els Jocs Olímpics de Berlín, on va disputar dues proves del programa d'hípica amb el cavall Nurmi. En ambdues, concurs complet individual i concurs complet per equips, va guanyar la medalla d'or.
Durant la Segona Guerra Mundial va lluitar en la invasió de Polònia, on morí.